# Hit Mania Dance 2022 New Talent
Hit Mania Dance 2022 New Talent è una compilation di artisti vari facente parte della serie Hit Mania, uscita nei negozi il 15 Dicembre 2021.
Sono presenti 4 CD, tra questi troviamo il CD1: "Hit Mania Dance 2022 - New Talent", CD2: "Hit Mania Dance 2022 - New Talent Club Version", CD3: "Deep House Party Inverno 2022" e il CD4: "We Like To Party".
Quest'edizione oltre ai nuovi talenti include anche ospiti con Hits del momento tra cui: Gigi D'Agostino con LA Vision - Cristian Marchi con DJ Gollum feat. Scarlet - Bob Sinclar & Kee - Broke - Room9 feat. Big Boy - Get Far con Lennymendy feat. Mizagata - Den Harrow
La compilation è stata mixata da Fabien Pizar, Luke DB, Desiree Manfredi e Stefano Maggio
La copertina è stata curata e progettata da Gorial.

## Tracce CD1
1. Playgram - Don't Want Your Love
2. DJ Gollum feat. Scarlet - All The Things She Said (Cristian Marchi & Luis Rodriguez Mix)
3. Popsim & Steve May - Runaway (HM Version)
4. Bob Sinclar & Kee - D.N.A
5. Broke - Pink Soldiers (Squid Game)
6. Get Far & LennyMendy feat. MizAgata - I Want You To Know (Extended)
7. Smerling - Like You
8. Mauro Fire, DJ Martello & Cicco DJ - Over The Sky (HM Version)
9. ROOM9 - Rollercoaster (feat. Big Boy)
10. Deep Rence - Frozen (HM Version)
11. Peter Torre - Alone (Extended)
12. Gigi D'Agostino & LA Vision - In & Out
13. X X - Tonight (KeeJay Freak Extended)
14. Bsharry - Ba Bao (HM Version)
15. DJ Castello & Lorenzo Perrotta - King Of My Castle
16. Voodoo Babe - Close Your Eyes
17. Enzo Saccone & Mr. Diddy - Lady (HM Version)
18. Jonny Groove - Superfire (HM Version)
19. Tiktoker - Electric (Extended)
20. Zero-One - Dancing With Devil (HM Version)
21. Elaic & Xent - You Gave Me Something (HM Version)
22. Giulia Penna - Superstiti
23. Generation Boys & Groove Hunters - Deep Control (HM Version)
24. Jacopo Galeazzi - I Lived How I Wanted To (HM Version)

## Tracce CD2
1. DAME DM - Balliamo
2. Jacob Galsen - Dance In The Moonlight (HM Version)
3. Luiran & Milan feat. Mark Cary - Close
4. Steven May & Popsim - Mistakes (HM Version)
5. Alessio Viotti - Heart (Extended Mix)
6. Marietto & Benny Camaro feat Roxy - Ecoutez
7. Simone Raschellà & GS Production - Electric Deep (HM Version)
8. Dj Martello vs A.G. Angelo Grillo & Danny Barba Nera - Sax Love (HM Version)
9. Dj Iaia - No More Time (HM Version)
10. Den Harrow feat Orlando Johnson - Shine On
11. DBLS - California
12. Diego Broggio & Castaman - Dancing By Myself
13. Dyson Kellerman - On The Floor (Extended Mix)
14. Fabien Pizar & Voodoo Babe - My Love
15. Strange Music - Loud (Original Mix)
16. Andrea Esse, Marco Ferretti - Boom Boom (HM Version)
17. Dj Beda - Re-Turn (HM Version)
18. Magnetic Illusions - I Haven’t You (HM Version)
19. Nico Heinz, Max Kuhn, Fabio De Magistris - So Sexy
20. Pablo Five - Dararì Dadarà (Extended Mix)
21. Dj Enry Dance & Fonzie Ciaco - Disco Dreams (HM Version)
22. Entheos Deejay & Dj Phil 2.0 - Tremors (HM Version)
23. François - Adventure (HM Version)
24. Liz Luna - Funky Guitar (HM Version)

## Tracce CD3
1. Magnetic Illusions -  I Wanna Move With You
2. Crimson Sound -  A Day Without You
3. Earl Nelson Jr. - Come On Girl
4. Perfect Street - After We Have Gone
5. Crazy Stripes - All Over
6. Athena Zeus - Bad Behaviour
7. Wolfe D Asis - All Night On
8. Crimson Sound - Deeply Inside
9. Technician - Imaginative
10. Cristian Vr. - Cheerful Baby
11. Wonderful Sensations - Oh, Oh, Oh
12. Earl Nelson Jr. - Because I Love You
13. Wonderful Sensations - Adrenaline
14. Wolfe D Asis - Burn
15. Tool Steel - Evident Step
16. Wonderful Sensation - Fight This Feeling
17. Rebel Youth - Give Me More
18. Dinamic Tools - Holiday
19. Rebel Youth - Dance For U
20. Crazy Stripes - For This Love
21. Dj Jajo - You Got To Know
22. Crazy Stripes - Bad Girl
23. Rebel Youth - Do You Mind
24. Mc Groove Vs Chef Furbio - Transprogressiva

## Tracce CD4
1. Kriga - Inside Of Me (Original)
2. Ottozero - Only You
3. Palmez & Domenico Ciaffone - Right Back
4. Tsl - Unforgettable Night
5. Flokkendof - Beach Sunrise
6. Mr Leo - Give Me Your Love (Extended Edit)
7. Dj Seven - Shining Drinks
8. Rainbox - Mind Pleasure
9. Flokkendof - Run Into The Light
10. Flokkendof & Rainbox - Breaking Glass
11. Flokkendof - Happiness
12. Dj Seven - Ocean View
13. Flokkendof - Island Party
14. Rainbox - Sensual Relationship
15. Flokkendof - Simple Stupid
16. Flokkendof - Smell Of Sunset
17. Flokkendof - Illusion Of Passion
18. Tsl - Karma Satisfaction
19. Dj Seven - Addicted To Ibiza
20. Flokkendof - Complexity
21. Alberto Margheriti - Mind Blowing
22. Flokkendof - Fly Over
23. Piero De Iuliis - Our Christmas Day
24. BarraCruda - I.R.E.N.E.